# 真岡支庁

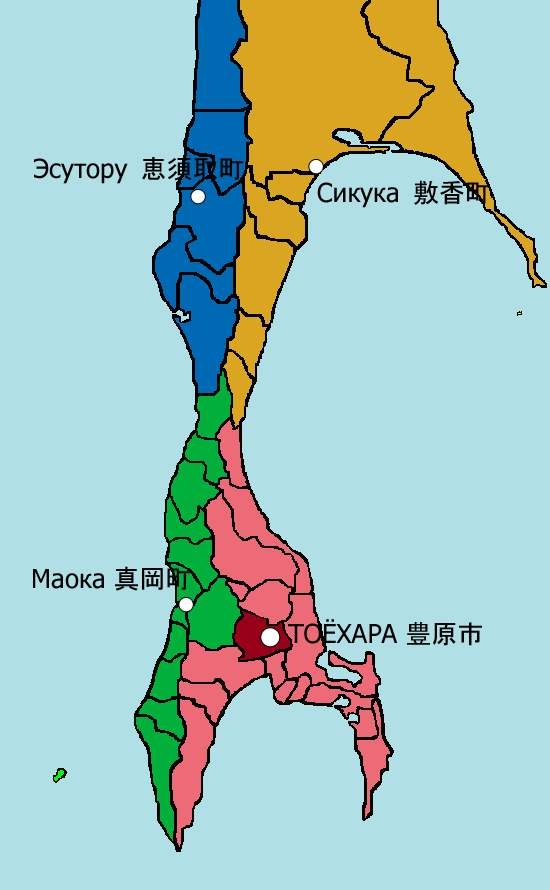
支庁区分図（緑：真岡支庁）

真岡支庁（まおかしちょう）は、樺太庁の支庁の一つ。支庁所在地は真岡町。

## 歴史
- 1907年（明治40年）3月 - マウカ支庁として発足。樺太島南部の西海岸を管轄。海馬島、クスンナイ（久春内）、ナヤシ（名好）に出張所を設置。
- 1908年（明治41年）
  - 4月 - マウカの真岡への改称にともない真岡支庁に改称。
  - 12月 - ナヤシ出張所が名好支庁として分離。
- 1909年（明治42年）
  - 6月 - 泊居出張所を設置。
  - 10月 - 本斗出張所、野田寒出張所、真岡出張所を設置。
- 1913年（大正2年）
  - 2月 - 真岡出張所を廃止。
  - 6月 - 泊居出張所・久春内出張所が名好支庁に移管。同日名好支庁は久春内支庁に改称（10月に泊居支庁に改称）。
- 1915年（大正4年）6月26日 - 「樺太ノ郡町村編制ニ関スル件」（大正4年勅令第101号）の施行により、管内に本斗郡・真岡郡・野田寒郡（後に野田郡に改称）を設置。
- 1922年（大正11年）10月 - 本斗出張所（本斗郡）が本斗支庁として分離。
- 1942年（昭和17年）11月 - 本斗支庁・泊居支庁を統合。野田郡が真岡郡に、久春内郡の一部（久春内村）が泊居郡にそれぞれ合併。管轄区域が真岡郡・本斗郡・泊居郡の3郡となる。
- 1943年（昭和18年）4月1日 - 「樺太ニ施行スル法律ノ特例ニ関スル件」（大正9年勅令第124号）が廃止され、内地編入。
- 1945年（昭和20年）8月22日 - ソビエト連邦により占拠される。
- 1949年（昭和24年）6月1日 - 国家行政組織法の施行のため法的に樺太庁が廃止。同日真岡支庁廃止。